# Real Sociedad
Real Sociedad de Fútbol (wym. [reˈal soθjeˈðað]) – hiszpański klub piłkarski z siedzibą w mieście San Sebastián, założony 7 września 1909 roku. Obecnie występuje w rozgrywkach Primera División. Stadionem zespołu jest Anoeta, która mieści 32 tysiące widzów. Klub dwukrotnie był mistrzem Hiszpanii, w sezonach 1980/1981 i 1981/1982. W sezonie 2002/2003 Real Sociedad po raz ostatni zdobył wicemistrzostwo kraju. Drużyna rozgrywa też Derby Kraju Basków z Athletic Bilbao, była też jednym z założycieli Primera División w 1929 roku. Najdłuższy okres, w którym ekipa ta grała niezmiennie w najwyższej klasie rozgrywkowej to 40 sezonów, od 1967 do 2007 roku.
Klub posiada też sekcje: piłki nożnej kobiet, lekkoatletyki, hokeja na trawie i peloty.

## Nazwa i barwy
Klub w czasach hiszpańskiej republiki nazywany był Donostią Football Club, natomiast obecna nazwa oznacza Królewskie Towarzystwo Piłki Nożnej. Przydomkami, jakimi posługują się lokalni kibice, są Erreala oraz txuri-urdin ("biało-niebiescy" z powodu klubowych barw). Klubowe barwy pochodzą od flagi San Sebastian: niebieskiego prostokąta na białym tle.

## Historia

### Wczesne lata
Piłka nożna w San Sebastián zagościła na początku XX wieku dzięki uczniom i pracownikom powracającym z Wielkiej Brytanii. W 1904 założyli oni San Sebastian Recreation Club, rok później wystąpili w Pucharze Króla. W maju 1905 San Sebastian Football Club został utworzony jako osobna sekcja klubu. W 1909 drużyna ponownie zgłosiła się do Pucharu Króla, ale problemy z rejestracją zmusiły ją do wystąpienia pod nazwą Club Ciclista de San Sebastian. Ekipa to pokonała wtedy Club Español de Madrid 3:1 w finale tych rozgrywek. Właściwy Sociedad de Futbol utworzony 7 września 1909 roku. W 1910 hiszpańskie kluby grały w dwóch rywalizujących ze sobą ligach, Sociedad de Futbol rywalizowało w Copa UECF jako Vasconia de San Sebastian. W tym samym roku Król Alfons XIII, który używał San Sebastián jako swojej letniej rezydencji, dał klubowi swój honorowy patronat, dlatego też zespół przyjął nazwę Real Sociedad de Fútbol. Zespół był jednym z założycieli Primera División w 1928 i w inauguracyjnym sezonie zajęła czwarte miejsce z najlepszym strzelcem w ówczesnym sezonie – Francisco "Paco" Bienzobasem. Nazwa zespołu wraz z nadejściem Drugiej Republiki Hiszpańskiej została w 1931 zmieniona na Donostia Club de Futbol, a do obecnej nazwy powrócono po Hiszpańskiej wojnie domowej w 1939.
Zespół w latach 40. był typową ekipą balansującą między pierwszą a drugą ligą. Spadał wtedy z najwyższej klasy rozgrywkowej, a potem powracał do niej aż siedem razy. W tamtych czasach bramkarzem klubu był rzeźbiarz Eduardo Chillida, który swoją piłkarską karierę zakończył przez kontuzję.

### Sukcesy w latach 80.
Zespół został wicemistrzem kraju w sezonie 1979/80, osiągając 52 punkty, zaledwie jeden mniej niż Real Madryt i mając 13 punktów przewagi nad trzecim w tabeli Sportingiem Gijón. Real Sociedad po raz pierwszy mistrzem Hiszpanii został w sezonie 1980/81, wyprzedzając Real Madryt dzięki lepszemu bilansowi bramek (oba kluby zdobyły po 45 punktów). To dało awans drużyny do Pucharu Europy (1981/1982), w którym to Sociedad odpadło w pierwszej rundzie, przegrywając z CSKA Sofia (1:0 w Bułgarii i 0:0 w Hiszpanii.
Klub pod wodzą Alberto Ormaetxea obronił mistrzostwo w następnym sezonie, zdobywając 47 punktów i wyprzedzając drugą w tabeli FC Barcelonę o dwa oczka. Najskuteczniejszym zawodnikiem tamtego sezonu w Sociedad był Jesús María Satrústegui, który strzelił 16 goli. W kolejnym sezonie Hiszpan zdobył 13 goli, jednak jego rodak i klubowy kolega Pedro Uralde strzelił w tamtym sezonie jedną bramkę więcej. W Pucharze Europy (1982/1983) zespół dotarł do półfinału, pokonując po drodze Víkingur, Celtic F.C. i Sporting CP, odpadając dopiero z przyszłym triumfatorem tych rozgrywek – Hamburgerem SV (3:2 w dwumeczu). Real Sociedad Superpuchar Hiszpanii zdobył na początku sezonu 1982/1983. Mimo że Baskowie w pierwszym meczu przegrali 1:0, zdołali pokonać Real Madryt w dwumeczu 4:1.
11 marca 1987 roku Real Sociedad ustanowił rekord w liczbie goli w ćwierćfinale Pucharu Króla przeciwko Realowi Mallorca wynikiem 10:1. W półfinale tego samego turnieju pokonali Athletic Bilbao w dwumeczu 1:0, a w finale 27 czerwca 1987 zwyciężyli z Atlético Madryt 4:2 w rzutach karnych (w regulaminowym czasie gry padł wynik 2:2). Mecz odbył się na La Romaredzie w Saragossie. W kolejnym sezonie tych rozgrywek Sociedad po raz kolejny pokonał Atlético, tym razem w ćwierćfinale. Następnie pokonali Real Madryt w dwumeczu 5:0, jednak w finale gracze z Kraju Basków ulegli FC Barcelonie 1:0. Ten mecz z kolei odbył się na Estadio Santiago Bernabéu 30 marca 1988 roku. W sezonie 1987/1988 Real Sociedad został z 51 punktami wicemistrzem kraju, tracąc 11 punktów do pierwszego w tabeli Realu Madryt i mając 3 punkty przewagi nad Atlético Madryt.

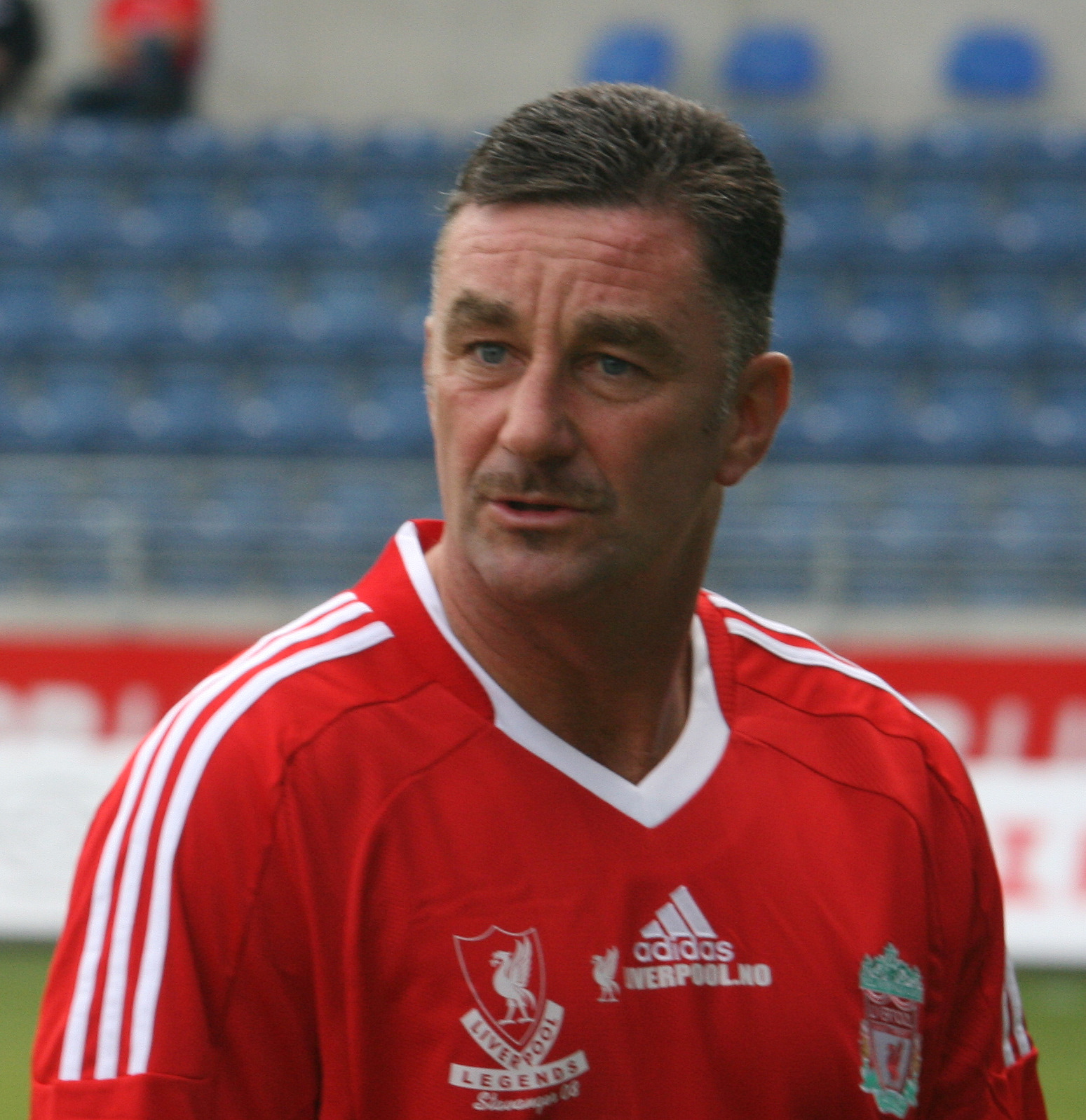
Urodzony w Anglii reprezentant Irlandii John Aldridge był pierwszym niebędącym Baskiem zawodnikiem Realu Sociedad, a także najlepszym strzelcem tego klubu w latach 1989-1991

Przez wiele lat Real Sociedad, podobnie jak ich największy rywal Athletic Bilbao, zatrudniał tylko baskijskich graczy. Sociedad przełamało tę politykę dopiero w 1989 roku, kupując reprezentanta Irlandii Johna Aldridga z Liverpoolu. Aldridge strzelił 16 goli w swoim pierwszym sezonie, co uczyniło go najlepszym strzelcem Sociedad i czwartym najskuteczniejszym graczem ligi w tamtym sezonie. Jego drużyna zajęła wówczas piąte miejsce w ligowej tabeli. W 1990 Sociedad zatrudniła innego brytyjskiego napastnika Daliana Atkinsona z Sheffield Wednesday, który był także pierwszym czarnoskórym zawodnikiem klubu w historii. Strzelił on 12 goli w swoim pierwszym sezonie przy 17 bramkach Aldridga. Był to ostatni sezon dla drugiego z tych graczy, który odszedł do Tranmere Rovers, natomiast Atkinson przeszedł do Aston Villi.
W sezonie 1997/1998 Real Sociedad osiągnął najlepszy wynik od czasów wicemistrzostwa w 1988 roku. Drużyna zajęła trzecie miejsce w lidze, zdobywając 63 punkty, tracąc 11 punktów do mistrzowskiej Barcelony, dwa do drugiego Bilbao i mając lepszy bilans bramkowy niż Real Madryt. Jugosłowiański napastnik Darko Kovačević zdobył w tamtym sezonie 17 goli, dzięki temu zajął czwarte miejsce w klasyfikacji strzelców. Dzięki lokacie uzyskanej w tamtym sezonie Sociedad zakwalifikowało się do Pucharu UEFA (1998/1999), w którym to pokonało Spartę Praga i Dinamo Moskwa, jednak w trzeciej rundzie nie dało rady Atlético Madryt.

### XXI wiek

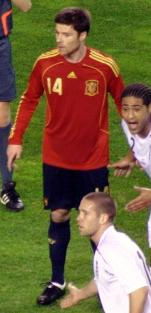
Xabi Alonso był kluczowym zawodnikiem Sociedad, kiedy drużyna zdobyła wicemistrzostwo w 2003 roku

Po tym, jak Sociedad trzy razy z rzędu kończyło sezon na trzynastym miejscu w tabeli, w sezonie 2002/2003 drużyna zajęła drugie miejsce w tabeli. Zespół zdobył 76 punktów, tracąc dwa oczka do Realu Madryt i mając dwa punkty przewagi nad trzecim Deportivo La Coruña. Trenerem zespołu w tamtym czasie był Raynald Denoueix, natomiast za atak odpowiadali Turek Nihat Kahveci z reprezentantem Serbii Darko Kovačević. Zawodnicy ci byli kolejny trzecim i czwartym najlepszymi strzelcami w lidze, z 23 i 20 bramkami. Drużyna składała się też z holenderskiego bramkarza Sandera Westervelda i Xabiego Alonso – urodzonego w San Sebastian pomocnika. Alonso wygrał nagrodę tygodnika Don Balón dla najlepszego hiszpańskiego piłkarza, w tym samym plebiscycie najlepszym zagranicznym piłkarzem grającym w Primera Divsión został Nihat, a trenerem roku Denoueix.
Sociedad po wygranej z Realem Madryt 4:2 na Estadio Anoeta do przedostatniej kolejki zachowywało pierwsze miejsce w tabeli, jednak wtedy przegrało 3:2 z Celtą Vigo, kiedy to Real Madryt pokonał Atlético Madryt 4:0. Te wyniki oznaczały, że to drużyna z Madrytu objęła fotel lidera na kolejkę przed końcem sezonu, w której to Sociedad pokonało Atlético 3:0, a Real Madryt wygrał z Athletic Bilbao. Zespół awansował bezpośrednio do Ligi Mistrzów UEFA (2003/2004), strzelając w sezonie 71 goli i schodząc pokonanym z boiska zaledwie 6 razy.
Real Sociedad trafił do grupy D razem z Juventusem, Galatasaray SK i Olympiakosem Pireus. Zespół wygrał dwa mecze, trzy razy zremisował i raz przegrał z Juventusem, co dało tej drużynie drugie miejsce i awans do 1/8 finału, w której to dwukrotnie przegrała z Olympique Lyon. Następny sezon w wykonaniu Basków był znacznie gorszy. Sociedad zajęło dopiero 15. miejsce w tabeli, zdobywając 46 punktów – zaledwie pięć więcej niż spadkowicz – Real Valladolid.
Real Sociedad z ligi spadł po sezonie 2006/2007, zajmując 19. miejsce. 9 lipca 2007 roku były reprezentant Walii i trener m.in. Fulham Chris Coleman został nowym trenerem Sociedad. Walijczyka polecił John Toshack, w przeszłości trener drużyny z San Sebastian. Coleman zrezygnował ze swojej posady 16 stycznia 2008 roku.
13 lipca 2010 roku Real Sociedad powrócił do Primera División. Po emocjonującej końcówce sezonu, drużyna prowadzona wówczas przez Martína Lasarte zdobyła 74 punkty i zdołała wyprzedzić drugiego Hérculesa Alicante, trzecie Levante UD i czwarty Real Betis o zaledwie trzy punkty.
20 grudnia 2012 na mecz z Sevillą każdy zawodnik Realu Sociedad wyszedł z koszulką, na której zamiast reklamy sponsora pojawiło się imiona i nazwiska wybranych losowo fanów zespołu. Sociedad nazwało tę akcję Nosimy Cię na naszych koszulkach. Akcja nie miała przynieść dochodów, a zachęcić potencjalnych kibiców do kibicowania zespołowi.
W tym samym sezonie Real Sociedad zajął czwarte miejsce w tabeli, zapewniając je sobie w ostatniej ligowej kolejce po pokonaniu Deportivo La Coruña i przegranej Valencii z Sevillą. Dzięki temu Baskowie po 10 latach ponownie wywalczyli możliwość gry w Lidze Mistrzów, a pokonując w fazie play-off drużynę Olympique Lyon 4-0 w dwumeczu awansowali do fazy grupowej tych rozgrywek.

## Stadion

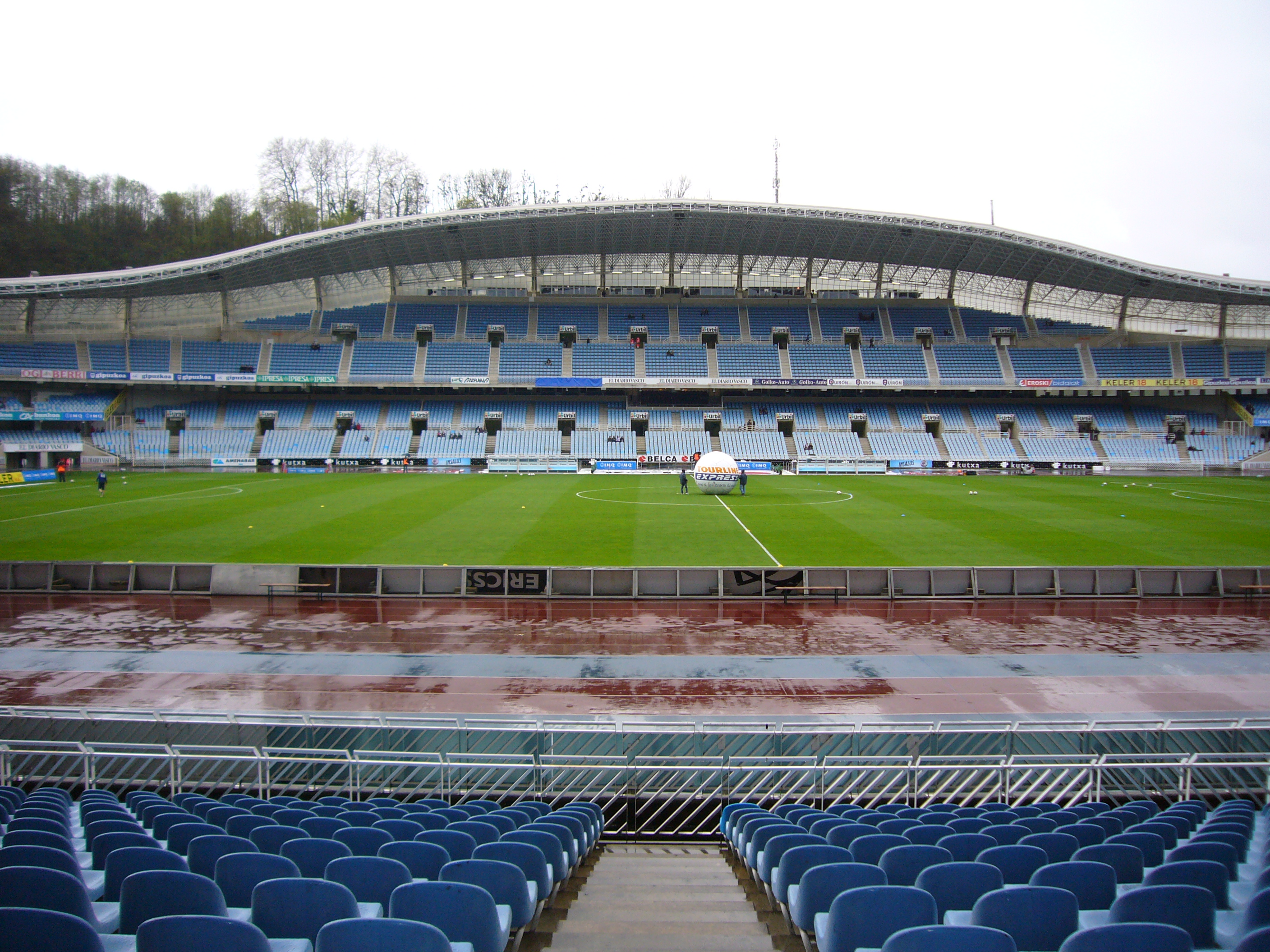
Estadio Anoeta od wewnątrz

Real Sociedad swoje mecze od 1993 roku rozgrywa na Estadio de Anoeta w San Sebastian i może pomieścić 32 076 widzów. Wcześniej zespół swoje mecze przez 80 lat rozgrywał na Estadio de Atocha, który z kolei mógł pomieścić 17 000 widzów. Przed 1913 roku Sociedad mecze rozgrywało na Estadio Ondarreta.

## Sukcesy
- Mistrzostwo Hiszpanii

Mistrzostwo (2): 1980/81, 1981/82
Wicemistrzostwo (3): 1979/80, 1987/88, 2002/03
- Puchar Hiszpanii

Zwycięstwo (3): 1909, 1986/1987, 2019/20
Finalista (4): 1913, 1928, 1951, 1987/88
- Superpuchar Hiszpanii

Zwycięstwo (1): 1982
- Segunda División

Mistrzostwo (3): 1948/49, 1966/67, 2009/10
Wicemistrzostwo (2): 1940/41, 1942/43

## Sezon po sezonie
| 1929    | La Liga                    | 4  | 20 | 46:41 |                                                           |
| 1929/30 | La Liga                    | 7  | 14 | 34:37 |                                                           |
| 1930/31 | La Liga                    | 3  | 22 | 42:39 |                                                           |
| 1931/32 | La Liga                    | 8  | 14 | 38:35 |                                                           |
| 1932/33 | La Liga                    | 6  | 15 | 41:47 |                                                           |
| 1933/34 | La Liga                    | 5  | 18 | 29:33 |                                                           |
| 1934/35 | La Liga                    | 11 | 11 | 28:67 | spadek                                                    |
| 1935/36 | Segunda División- Grupa II | 6  | 12 | 25:35 |                                                           |
| 1936/39 |                            |    |    |       | wojna domowa w Hiszpanii                                  |
| 1939/40 | Segunda División- Grupa II | 1  | 25 | 53:11 | przegrany playoff o awans                                 |
| 1940/41 | Segunda División- Grupa I  | 1  | 34 | 73:39 | wygrany playoff o awans, awans                            |
| 1941/42 | La Liga                    | 14 | 12 | 31:77 | spadek                                                    |
| 1942/43 | Segunda División- Grupa II | 1  | 22 | 46:16 | wygrany playoff o awans, awans                            |
| 1943/44 | La Liga                    | 13 | 17 | 34:54 | spadek                                                    |
| 1944/45 | Segunda División           | 4  | 31 | 56:34 |                                                           |
| 1945/46 | Segunda División           | 6  | 27 | 46:33 |                                                           |
| 1946/47 | Segunda División           | 3  | 32 | 55:37 | wygrany baraż o awans z Real Murcia, awans                |
| 1947/48 | La Liga                    | 13 | 19 | 38:56 | spadek                                                    |
| 1948/49 | Segunda División           | 1  | 35 | 80:41 | awans                                                     |
| 1949/50 | La Liga                    | 8  | 27 | 57:43 |                                                           |
| 1950/51 | La Liga                    | 5  | 35 | 77:56 |                                                           |
| 1951/52 | La Liga                    | 10 | 26 | 60:59 |                                                           |
| 1952/53 | La Liga                    | 10 | 28 | 54:61 |                                                           |
| 1953/54 | La Liga                    | 10 | 29 | 44:58 |                                                           |
| 1954/55 | La Liga                    | 14 | 24 | 48:53 |                                                           |
| 1955/56 | La Liga                    | 8  | 30 | 48:53 |                                                           |
| 1956/57 | La Liga                    | 12 | 26 | 39:47 |                                                           |
| 1957/58 | La Liga                    | 9  | 27 | 38:44 |                                                           |
| 1958/59 | La Liga                    | 10 | 28 | 32:33 |                                                           |
| 1959/60 | La Liga                    | 14 | 23 | 41:61 |                                                           |
| 1960/61 | La Liga                    | 8  | 30 | 37:46 |                                                           |
| 1961/62 | La Liga                    | 15 | 23 | 37:49 | spadek                                                    |
| 1962/63 | Segunda División- Grupa I  | 4  | 35 | 77:44 |                                                           |
| 1963/64 | Segunda División- Grupa I  | 6  | 33 | 48:35 |                                                           |
| 1964/65 | Segunda División- Grupa I  | 4  | 32 | 60:44 |                                                           |
| 1965/66 | Segunda División- Grupa I  | 10 | 31 | 50:48 |                                                           |
| 1966/67 | Segunda División- Grupa I  | 1  | 46 | 46:22 | awans                                                     |
| 1967/68 | La Liga                    | 14 | 24 | 38:43 | wygrany baraż o utrzymanie z Real Valladolid              |
| 1968/69 | La Liga                    | 7  | 29 | 36:33 |                                                           |
| 1969/70 | La Liga                    | 7  | 33 | 47:37 |                                                           |
| 1970/71 | La Liga                    | 8  | 29 | 23:27 |                                                           |
| 1971/72 | La Liga                    | 8  | 34 | 38:36 |                                                           |
| 1972/73 | La Liga                    | 7  | 34 | 37:39 |                                                           |
| 1973/74 | La Liga                    | 4  | 38 | 58:47 | kwalifikacja do Pucharu UEFA 1974/75                      |
| 1974/75 | La Liga                    | 4  | 36 | 37:32 | kwalifikacja do Pucharu UEFA 1975/76                      |
| 1975/76 | La Liga                    | 8  | 34 | 45:45 |                                                           |
| 1976/77 | La Liga                    | 8  | 34 | 54:41 |                                                           |
| 1977/78 | La Liga                    | 11 | 33 | 52:46 |                                                           |
| 1978/79 | La Liga                    | 4  | 41 | 53:36 | kwalifikacja do Pucharu UEFA 1979/80                      |
| 1979/80 | La Liga                    | 2  | 52 | 54:20 | kwalifikacja do Pucharu UEFA 1980/81                      |
| 1980/81 | La Liga                    | 1  | 45 | 52:29 | kwalifikacja do Pucharu Europy Mistrzów Klubowych 1981/82 |
| 1981/82 | La Liga                    | 1  | 47 | 58:33 | kwalifikacja do Pucharu Europy Mistrzów Klubowych 1982/83 |
| 1982/83 | La Liga                    | 7  | 36 | 29:27 |                                                           |
| 1983/84 | La Liga                    | 6  | 37 | 43:35 |                                                           |
| 1984/85 | La Liga                    | 7  | 34 | 41:33 |                                                           |
| 1985/86 | La Liga                    | 7  | 39 | 64:51 |                                                           |
| 1986/87 | La Liga                    | 8  | 47 | 59:54 | kwalifikacja do Pucharu Zdobywców Pucharów 1987/88        |
| 1987/88 | La Liga                    | 2  | 51 | 61:33 | kwalifikacja do Pucharu UEFA 1988/89                      |
| 1988/89 | La Liga                    | 11 | 36 | 38:47 |                                                           |
| 1989/90 | La Liga                    | 5  | 44 | 43:35 | kwalifikacja do Pucharu UEFA 1990/91                      |
| 1990/91 | La Liga                    | 13 | 36 | 39:45 |                                                           |
| 1991/92 | La Liga                    | 5  | 44 | 44:38 | kwalifikacja do Pucharu UEFA 1992/93                      |
| 1992/93 | La Liga                    | 13 | 34 | 46:59 |                                                           |
| 1993/94 | La Liga                    | 11 | 36 | 39:47 |                                                           |
| 1994/95 | La Liga                    | 11 | 38 | 56:44 |                                                           |
| 1995/96 | La Liga                    | 7  | 63 | 62:53 |                                                           |
| 1996/97 | La Liga                    | 8  | 63 | 50:47 |                                                           |
| 1997/98 | La Liga                    | 3  | 63 | 60:37 | kwalifikacja do Pucharu UEFA 1998/99                      |
| 1998/99 | La Liga                    | 10 | 54 | 47:43 |                                                           |
| 1999/00 | La Liga                    | 13 | 47 | 42:49 |                                                           |
| 2000/01 | La Liga                    | 13 | 43 | 52:68 |                                                           |
| 2001/02 | La Liga                    | 13 | 47 | 48:54 |                                                           |
| 2002/03 | La Liga                    | 2  | 76 | 71:45 | kwalifikacja do Ligi Mistrzów 2003/04                     |
| 2003/04 | La Liga                    | 15 | 46 | 49:53 |                                                           |
| 2004/05 | La Liga                    | 14 | 47 | 47:56 |                                                           |
| 2005/06 | La Liga                    | 16 | 40 | 48:65 |                                                           |
| 2006/07 | La Liga                    | 19 | 35 | 32:47 | spadek                                                    |
| 2007/08 | Segunda División           | 4  | 68 | 55:39 |                                                           |
| 2008/09 | Segunda División           | 6  | 67 | 48:38 |                                                           |
| 2009/10 | Segunda División           | 1  | 74 | 53:37 | awans                                                     |
| 2010/11 | La Liga                    | 15 | 45 | 49:66 |                                                           |
| 2011/12 | La Liga                    | 12 | 47 | 46:52 |                                                           |
| 2012/13 | La Liga                    | 4  | 66 | 70:49 | kwalifikacja do Ligi Mistrzów 2013/14                     |
| 2013/14 | La Liga                    | 7  | 59 | 62:55 |                                                           |
| 2014/15 | La Liga                    | 12 | 46 | 44:51 |                                                           |
| 2015/16 | La Liga                    | 9  | 48 | 46:48 |                                                           |
| 2016/17 | La Liga                    | 6  | 64 | 59:53 | kwalifikacja do Ligi Europy 2017/18                       |
| 2017/18 | La Liga                    | 12 | 49 | 66:59 |                                                           |
| 2018/19 | La Liga                    | 9  | 50 | 45:49 |                                                           |
| 2019/20 | La Liga                    | 6  | 56 | 56:48 | kwalifikacja do Ligi Europy 2020/21                       |
| 2020/21 | La Liga                    | 5  | 62 | 59:38 | kwalifikacja do Ligi Europy 2021/22                       |
| 2021/22 | La Liga                    | 6  | 62 | 40:37 |                                                           |
| 2022/23 | La Liga                    | 4  | 71 | 51:35 | kwalifikacja do Ligi Mistrzów 2023/24                     |
| 2023/24 | La Liga                    | 6  | 60 | 51:39 | kwalifikacja do Ligi Europy 2024/25                       |
| 2024/25 | La Liga                    |    |    |       |                                                           |

| Oznaczenie kolorami |
| ------------------- |
| I poziom ligowy     |
| II poziom ligowy    |
| brak rozgrywek      |

- 78 sezonów w Primera División
- 16 sezonów w Segunda División

## Obecny skład
Stan na 23 czerwca 2025
| Nr | Poz. | Piłkarz                       |
| -- | ---- | ----------------------------- |
| 1  | BR   | Álex Remiro                   |
| 2  | OB   | Álvaro Odriozola              |
| 3  | PO   | Aihen Muñoz                   |
| 4  | PO   | Martín Zubimendi              |
| 5  | PO   | Igor Zubeldia                 |
| 6  | OB   | Aritz Elustondo (wicekapitan) |
| 7  | NA   | Ander Barrenetxea             |
| 8  | PO   | Arsen Zakharyan               |
| 9  | NA   | Orri Óskarsson                |
| 10 | NA   | Mikel Oyarzabal (kapitan)     |
| 11 | NA   | Sheraldo Becker               |
| 12 | OB   | Javi López                    |
| 13 | BR   | Unai Marrero                  |
| 14 | PO   | Takefusa Kubo                 |
| 16 | PO   | Jon Ander Olasagasti          |
| 17 | NA   | Sergio Gómez                  |
| 18 | OB   | Hamari Traoré                 |
| 19 | OB   | Jon Aramburu                  |
| 20 | OB   | Jon Pacheco                   |
| 21 | OB   | Nayef Aguerd                  |
| 22 | PO   | Beñat Turrientes              |
| 23 | PO   | Brais Méndez                  |
| 24 | PO   | Luka Sučić                    |
| 28 | PO   | Pablo Marín                   |
| 30 | NA   | Mikel Goti                    |
| 31 | OB   | Jon Martín                    |
| 32 | BR   | Aitor Fraga                   |
| 33 | PO   | Jon Balda                     |
| 34 | OB   | Iñaki Rupérez                 |
| 35 | BR   | Egoitz Arana                  |
| 37 | OB   | Luken Beitia                  |
| 40 | NA   | Arkaitz Mariezkurrena         |

### Piłkarze na wypożyczeniu
| Nr | Poz. | Piłkarz                                          |
| -- | ---- | ------------------------------------------------ |
|    | PO   | Alberto Dadie (w CD Mirandés do 30 czerwca 2025) |

## Trenerzy
| Lp. | Imię i nazwisko                     | Okres urzędowania | Okres urzędowania |
| --- | ----------------------------------- | ----------------- | ----------------- |
| 1.  | José Ángel Berraondo                | 1918              | 1923              |
| 2.  | Lippo Hertzka                       | 1923              | 1926              |
| 3.  | Luis Ortiz de Urbina                | 1926              | 1926              |
| 4.  | Benito Díaz                         | 1926              | 1930              |
| 5.  | Harry Lowe                          | 1930              | 1935              |
| 6.  | Gaspar Gurruchaga                   | 1939              | 1941              |
| 7.  | Sebastián Silveti & Patxi Gamborena | 1941              | 1942              |
| 8.  | Benito Díaz                         | 1942              | 1951              |
| 9.  | José Ignacio Urbieta                | 1951              | 1955              |
| 10. | Salvador Artigas                    | 1955              | 1960              |
| 11. | Joseba Elizondo                     | 1960              | 1960              |
| 12. | Baltasar Albéniz                    | 1960              | 1962              |
| 13. | Joseba Elizondo                     | 1962              | 1962              |
| 14. | Joseba Elizondo                     | 1962              | 1962              |
| 15. | Perico Torres                       | 1962              | 1963              |
| 16. | Antonio Barrios                     | 1963              | 1964              |
| 17. | Roman Galarraga                     | 1964              | 1966              |
| 18. | Andoni Elizondo                     | 1966              | 1970              |
| 19. | Angel Segurola                      | 1970              | 1971              |
| 20. | Andoni Elizondo                     | 1971              | 1972              |
| 21. | Rafael Iriondo                      | 1972              | 1974              |
| 22. | Andoni Elizondo                     | 1974              | 1976              |
| 23. | José Antonio Irulegui               | 1976              | 1978              |
| 24. | Alberto Ormaetxea                   | 1978              | 1985              |
| 25. | John Toshack                        | 1985              | 1989              |
| 26. | Marco Antonio Boronat               | 1989              | 1991              |

| Lp. | Imię i nazwisko      | Okres urzędowania | Okres urzędowania |
| --- | -------------------- | ----------------- | ----------------- |
| 27. | Javier Expósito      | 1991              | 1991              |
| 28. | John Toshack         | 1991              | 1994              |
| 29. | Salva Iriarte        | 1994              | 1995              |
| 30. | Javier Irureta       | 1995              | 1997              |
| 31. | Bernd Krauss         | 1997              | 1999              |
| 32. | Javier Clemente      | 1999              | 2000              |
| 33. | Miguel Ángel Alonso  | 2000              | 2000              |
| 34. | John Toshack         | 2000              | 2002              |
| 35. | Roberto Olabe        | 2002              | 2002              |
| 36. | Raynald Denoueix     | 2002              | 2004              |
| 37. | José Maria Amorrortu | 2004              | 2006              |
| 38. | Gonzalo Arconada     | 2006              | 2006              |
| 39. | José Mari Bakero     | 2006              | 2006              |
| 40. | Miguel Ángel Lotina  | 2006              | 2007              |
| 41. | Chris Coleman        | 2007              | 2008              |
| 42. | José Ramón Eizmendi  | 2008              | 2008              |
| 43. | Juan Manuel Lillo    | 2008              | 2009              |
| 44. | Martín Lasarte       | 2009              | 2011              |
| 45. | Philippe Montanier   | 2011              | 2013              |
| 46. | Jagoba Arrasate      | 2013              | 2014              |
| 47. | David Moyes          | 2014              | 2015              |
| 48. | Eusebio Sacristán    | 2015              | 2018              |
| 49. | Imanol Alguacil      | 2018              | 2018              |
| 50. | Asier Garitano       | 2018              | 2018              |
| 51. | Imanol Alguacil      | 2018              | urzęduje          |